# Померанац
Померанац (често познат и као пом), или минијатурни шпиц, је раса паса типа шпиц који је добио име по поморском региону на северозападу Пољске и североисточној Немачкој у централној Европи. Померанац је класификован као раса паса играчака због своје мале величине, потиче од већих паса шпиц-типа, тачније немачког шпица. Кинолошка интернационална федерација је утврдио да је део пасмине немачки шпиц; а у многим земљама су познати као звергшпиц (  – „патуљасти шпиц“).
Расу су многи краљевски власници учинили популарном од 18. века. Краљица Викторија поседовала је посебно мали померански комад и сходно томе, мања сорта постала је универзално популарна. Само за живота краљице Викторије, величина пасмине се смањила за половину. Генерално, померанац је чврст, здрав пас. Најчешћа здравствена питања су луксузна патела и колапс трахеје. Ретко, раса може имати Алопецију Кс, стање коже колоквијално познато као „болест црне коже“. Ово је генетска болест због које кожа пса постаје црна и губи сву или већину длаке.Од 2013. године, у погледу бројки о регистрацији, од најмање 1998. године, раса се сврстава у првих педесет најпопуларнијих раса у САД-у, а тренутна мода за мале псе повећала је њихову популарност широм света.

## Појављивање
Померанци су мали пси тежине 1,36–3,17 килограма (3,0–7,0 лб) и висине 20–36 цм у гребену. Они су компактни, али чврсти пси са богатом текстурном длаком, високо постављеног и високо постављеног репа. Завршни слој формира на врату крзно, по коме су Помови добро познати, а на задњим деловима имају и руб пернате длаке.Најранији примери расе били су бели или повремено смеђи или црни. Краљица Викторија усвојила је мали црвени померан 1888. године, због чега је та боја постала модерна до краја 19. века. У модерно доба, померанац долази у најразличитијим бојама било које пасмине паса, укључујући белу, црну, смеђу, црвену, наранџасту, крем, плаву, сабле, црну и жуту, смеђу и препланулу, пегаву, тиграсту и партикуларну, плус комбинације тих боја. Најчешће боје су наранџаста, црна или крем / бела. Мерле померански је недавна боја коју су развили узгајивачи. То је комбинација пуне основне боје са светлијом плаво-сивом бојом која даје мрљасти ефекат. Најчешће основне боје за ефекат су црвена / смеђа или црна, мада се може појавити и код других боја. Комбинације попут тиграсте мерле или мерле јетре нису прихваћене у стандарду расе. Поред тога, јастучићи за око, нос и шапе су белог слеза, мењајући делове ока у плаве, а боје на носу и шапе постају ишарани у ружичасту и црну боју. 
Померанци имају густу, двоструку длаку. Иако дотјеривање није тешко, узгајивачи препоручују да се то ради свакодневно ради одржавања квалитета длаке и због њене дебљине и сталног осипања, са обрезивањем сваких 1-2 мјесеца. Спољна длака је дуга, равна и оштре текстуре, док је подлака мека, густа и кратка. Длака се лако заплете и заплете, посебно када се скида подлака, што се дешава два пута годишње.
- Померанац крем боје
- Померанац наранџасти сабле
- Тробојни померанац
- Бели померанац
- Померанац црвене сабле
- Потпуно одрасли померанац
- Штене померанац
- Црни померанац
- Величина играчке померанац